# Partido Nacional Fascista
Partido Nacional Fascista (Partito Nazionale Fascista, ou PNF, em italiano) foi um partido político italiano criado por Benito Mussolini, que apoia o movimento fascista (anteriormente representado por grupos conhecidos como Fasces). Governou a Itália de 1922, quando os fascistas assumiram o poder com a Marcha sobre Roma, até 1943, quando seu fundador foi deposto pelo Grande Conselho do Fascismo.
Precedendo o PNF, o partido político estabelecido inicialmente por Mussolini era conhecido como "Partido Revolucionário Fascista", que foi, de acordo com o próprio, fundado em 1915. Após resultados fracos nas eleições de novembro de 1919, o PFR acabou por ser renomeado em 1921 para Partido Nacional Fascista. Este foi enraizado no nacionalismo italiano e pelo desejo de restaurar e expandir territórios italianos, que os fascistas consideravam necessários para uma nação afirmar sua superioridade e força, e para evitar sucumbir à decadência. Alegaram que a Itália moderna é o herdeiro da Roma Antiga e seu legado, e historicamente apoiavam a criação de um Império Italiano para fornecer o spazio vitale ("espaço vital") por uma colonização italiana e estabelecer controle sobre o Mar Mediterrâneo.
Os fascistas promoveram um sistema econômico corporativista em que empregador e sindicatos de empregados estão unidos em associações para representar coletivamente produtores econômicos da nação e trabalhar ao lado do Estado para definir a política econômica nacional. Este sistema econômico destinava-se a resolver o conflito de classes através da colaboração entre as mesmas. O fascismo italiano opõe-se ao liberalismo, mas ao invés de procurar uma restauração reacionária do mundo pré-Revolução Francesa, o qual considera ter sido falho, tinha uma direção para o futuro. Opõe-se ao socialismo marxista devido sua típica oposição ao nacionalismo, mas também se opôs ao conservadorismo reacionário desenvolvido por Joseph de Maistre. Acreditavam que o sucesso do nacionalismo italiano exigia respeito à tradição e um claro sentido de um passado compartilhado entre o povo italiano ao lado de um compromisso com a Itália modernizada.
Mussolini e os fascistas italianos rejeitavam o liberalismo (social e econômico) e a ideia de democracia representativa. No entanto, em um primeiro momento, antes do golpe de 1924-1926, o PNF aplicou medidas econômicas liberalizantes. Forçado a governar em coligação liberal-conservadora, Mussolini colocou um Ministro da Fazenda liberal. Da mesma forma, o programa do PNF manifestaca pautas típicas do liberalismo, como a defesa da propriedade privada.
O Partido Nacional Fascista, juntamente com o seu sucessor, o Partido Republicano Fascista, são os únicos partidos cuja reformação é proibida pela Constituição da Itália: "É proibida a reorganização, sob qualquer forma que seja, do partido fascista dissolvido".

## História
O PNF foi fundado na cidade de Roma em 9 de novembro de 1921 por iniciativa de Benito Mussolini, como uma transformação em partido dos Grupos Italianos de Combate (Fasci Italiani di Combattimento, em italiano), movimento político fundado pelo mesmo Mussolini em Milão, na praça San Sepolcro, em 23 de março de 1919. O órgão oficial do partido era o Il Popolo d'Italia, jornal diário fundado pelo ditador em 1915.
Os fascistas conquistaram o poder em 28 de outubro de 1922, com uma prova de força, a Marcha sobre Roma, e a nomeação de Mussolini para chefe do governo.
Seguindo as mudanças da lei eleitoral em senso majoritário, o PNF obtêm uma maioria simples nas eleições políticas de abril de 1924, duramente contestada pelas oposições, que denunciaram irregularidades. Uma das principais vozes oposicionistas fora Giacomo Matteotti, que por ter denunciado as conspirações, foi rapidamente assassinado. Após uma crise, Mussolini assumiu a responsabilidade pelo crime e explorou o fato para consolidar seu próprio poder.
O Partido Nacional Fascista foi o único partido admitido na Itália entre 1928 e 1943, após a emancipação das leis extraordinárias e dotando-se de um próprio estatuto. O partido se dissolve com a prisão de Mussolini em 25 de julho de 1943 e a conseqüente derrocada do regime fascista. Em 27 de julho, então, o novo governo de Pietro Badoglio decretou oficialmente a dissolução do PNF.

## Ideologia
O fascismo italiano foi enraizado no nacionalismo do país e pelo desejo de restaurar e expandir territórios italianos, que os fascistas consideravam necessários para uma nação afirmar sua superioridade e força, e para evitar sucumbir à decadência. Alegaram que a Itália moderna é o herdeiro da Roma Antiga e seu legado, e historicamente apoiavam a criação de um Império Italiano para fornecer o spazio vitale ("espaço vital") por uma colonização italiana e estabelecer controle sobre o Mar Mediterrâneo.
Os fascistas promoveram um sistema econômico corporativista em que empregador e sindicatos de empregados estão unidos em associações para representar coletivamente produtores econômicos da nação e trabalhar ao lado do Estado para definir a política econômica nacional. Este sistema econômico destinava-se a resolver o conflito de classes através da colaboração entre as mesmas. O fascismo italiano opõe-se ao liberalismo, mas ao invés de procurar uma restauração reacionária do mundo pré-Revolução Francesa, o qual considera ter sido falho, tinha uma direção para o futuro. Opõe-se ao socialismo marxista devido sua típica oposição ao nacionalismo, mas também se opôs ao conservadorismo reacionário desenvolvido por Joseph de Maistre. Acreditavam que o sucesso do nacionalismo italiano exigia respeito à tradição e um claro sentido de um passado compartilhado entre o povo italiano ao lado de um compromisso com a Itália modernizada.

## Secretários do PNF
- Michele Bianchi (novembro de 1921 - janeiro de 1923)
- Direção colegial (janeiro de 1923 - 15 de outubro de 1923)

triumvirato: Michele Bianchi, Nicola Sansanelli e Giuseppe Bastianini
- Francesco Giunta (15 de outubro de 1923 - 22 de abril de 1924)
- Direção colegial (23 de abril de 1924 - 15 de fevereiro de 1925)

quadriumvirato: Roberto Forges Davanzati, Cesare Rossi, Giovanni Marinelli e Alessandro Melchiorri
- Roberto Farinacci (15 de fevereiro de 1925 - 30 de março de 1926)
- Augusto Turati (30 de março de 1926 - 7 de outubro de 1930)
- Giovanni Giuriati (7 de outubro de 1930 - dezembro de 1931)
- Achille Starace (dezembro de 1931 - 31 de outubro de 1939)
- Ettore Muti (31 de outubro de 1939 - 30 de outubro de 1940)
- Adelchi Serena (30 de outubro de 1940 - 26 de dezembro de 1941)
- Aldo Vidussoni (26 de dezembro de 1941 - 19 de abril de 1943)
- Carlo Scorza (19 de abril de 1943 - 25 de julho de 1943)